# Николай Кръстев (футболист, р. 1979)
Николай Димов Кръстев (роден на 29 октомври 1979) е бивш български футболист. Кръстев е централен защитник. Бивш национал на България.

## Кариера
Кръстев започва своята кариера в Нефтохимик (Бургас), където играе девет сезона. През 2003 и 2004 г. той е част от националния отбор по футбол. Зписва шест мача. Подписва с Черноморец (Бургас) през юни 2006 г. Играе в мачовете от Интертото Къп срещу словенския НД Горица и швейцарския Грасхопър. През януари 2011 г. той подписва с Черноморец (Поморие).

## Статистика по сезони
| Сезон    | Отбор           | Първенство | Мачове | Голове |
| -------- | --------------- | ---------- | ------ | ------ |
| 2003/04  | Нафтекс (Бс)    | А група    | 20     | 0      |
| 2004/05  | Нафтекс (Бс)    | А група    | 22     | 1      |
| 2005/06  | Нафтекс (Бс)    | Б група    | 21     | 2      |
| 2006/07  | Черноморец (Бс) | Б група    | 23     | 2      |
| 2007/08  | Черноморец (Бс) | А група    | 26     | 2      |
| 2008/09  | Черноморец (Бс) | А група    | 26     | 4      |
| 2009/10  | Черноморец (Бс) | А група    | 14     | 0      |
| 2011/пр. | Черноморец (Пм) | Б група    | 14     | 0      |
| 2011/12  | Черноморец (Пм) | Б група    | 0      | 0      |